# Aeroportul Almirante Marcos A. Zar
Aeroportul Almirante Marcos A. Zar (IATA: REL, ICAO: SAVT) este un aeroport din Provincia Chubut, Argentina ce deservește zona Trelew⁠(d). Aeroportul a fost tranzitat în decembrie 2022 de 28.789 de pasageri.
Situat la o altitudine de 42 m, aeroportul dispune de o singură pistă. Este operat de Argentine Air Force⁠(d).